# Elbląg Most Zwodzony
Elbląg Most Zwodzony – nieistniejący przystanek kolejowy w Elblągu, w województwie warmińsko-mazurskim, w Polsce.